# Campionati europei di pentathlon moderno 1995
I campionati europei di pentathlon moderno del 1995 si sono svolti a San Benedetto del Tronto, in Italia, dove si sono disputate le gare maschili individuali ed a squadre, ed a Berlino, in Germania, dove si sono disputate le gare femminili individuali ed a squadre.

## Risultati

### Maschili
| Evento              | Oro                                                     | Argento      | Bronzo             |
| Individuale         | Sébastien Deleigne                                      | Ákos Hanzély | Attila Kálnoki Kis |
| A squadre           | Ungheria Ákos Hanzély Attila Kálnoki Kis Péter Sárfalvi | Francia      | Rep. Ceca          |
| Staffetta a squadre | Italia                                                  | Lituania     | Russia             |

### Femminili
| Evento              | Oro                                                 | Argento     | Bronzo           |
| Individuale         | Iwona Kowalewska                                    | Dorota Idzi | Gabriele Ginsner |
| A squadre           | Polonia Iwona Kowalewska Dorota Idzi Edyta Małoszyc | Italia      | Ungheria         |
| Staffetta a squadre | Ungheria                                            | Polonia     | Rep. Ceca        |

## Medagliere
| Posizione | Paese     |   |   |   | Totale |
| --------- | --------- | - | - | - | ------ |
| 1         | Polonia   | 2 | 2 | 0 | 4      |
| 2         | Ungheria  | 2 | 1 | 2 | 5      |
| 3         | Francia   | 1 | 1 | 0 | 2      |
| 3         | Italia    | 1 | 1 | 0 | 2      |
| 5         | Lituania  | 0 | 1 | 0 | 1      |
| 6         | Rep. Ceca | 0 | 0 | 2 | 2      |
| 7         | Germania  | 0 | 0 | 1 | 1      |
| 7         | Russia    | 0 | 0 | 1 | 1      |
| Totale    | Totale    | 6 | 6 | 6 | 18     |